# العميل 1001 (مسلسل)
العميل 1001 هو مسلسل مصري يحكي قصة جاسوس مصري استطاع أن يتغلغل إلى الجيش والمجتمع الإسرائيلي في عملية ناجحة قبل حرب 1973م، وقام بدور البطولة مصطفى شعبان، ونيللي كريم، وآخرون من الممثلين المصريين. قصة وسيناريو وحوار الكاتب نبيل فاروق.

## فكرة المسلسل
اقتبس المسلسل عن قصة حقيقية لإحدى الملاحم البطولية للمخابرات العامة المصرية بزرعها لشاب مصري اسمه عمرو طلبة وسط المجتمع الإسرائيلي مثل رفعت الجمال الجاسوس الشهير ولكنه تم تجنيده داخل الجيش الإسرائيلي بل وتم إرساله إلى الجبهة كضابط اتصال. تختلف نهاية المسلسل عن القصة الحقيقية في أن العميل 1001 مات نهاية بطولية شهيداً بواسطة قصف القوات المصرية وليس عن طريق اكتشافه من قبل جيش العدو الصهيوني. فقد رفض مغادرة وحدته الإسرائيلية وظل يبعث برسائل إلى القوات المصرية حتى يرشدهم إلى مكان وحدته المهمة جداً، وأصر على التأكد من إبادة الوحدة الإسرائيلية والتأكد من تحقيق الهدف وذلك بتقديم حياته فداء للوطن وإكمال مهمته على أحسن وجه ممكن والجدير بالذكر تم الإفراج عن هذا الملف بمناسبة احتفالات المخابرات العامة باليوبيل الذهبي.

## الخلفية
عمرو طلبة (1946 - 6 أكتوبر 1973) هو جاسوس مصري زرعته المخابرات العامة المصرية في إسرائيل عام 1969م وحتى اندلاع حرب أكتوبر، وذلك بصفته يهودي مصري يحمل اسم «موشي زكي رافي». وقتل يوم اندلاع الحرب عام 1973م نتيجة للقصف المصري الكثيف على حصون خط بارليف، حيث كان ضمن إحدى فرق الجيش الإسرائيلي كضابط اتصال على الجبهة.

## شخصيات العمل
| بطولة - مصطفى شعبان... في دور عمرو طلبة وموسى رافع وموشي رافي - نور... في دور هايدي هاير - نيللي كريم... في دور مها حبيبة عمرو عائلة طلبة - عبد الرحمن أبو زهرة:... في دور طلبة والد عمرو - خيرية أحمد... في دور كريمة والدة عمرو - أحمد عزمي... في دور خالد أخو عمرو - هيدي كرم... في دور عزة أخت عمرو عائلة شاهين - جمال إسماعيل: شاهين والد مها - رجاء الجداوي: سميحة والدة مها | عائلة الإسكندرية - طارق لطفي: يعقوب اليهودي أو جاكوب - ريهام عبد الغفور: راشيل أخت يعقوب أو ريتشي - سناء يونس: أستر عمة موشي - حسن مصطفى: - علي حسنين : - بهجت عدلي - منار العطار:فاطمة - مصطفي هريدي المخابرات المصرية - رياض الخولي:الظابط فؤاد - مفيد عاشور:الظابط حسن - أشرف طلبة - جلال عبد القادر | إسرائيل - فادية عبد الغني: سوناتا فيرد أحد عضوات الكنيسيت - أحمد خليل: مدير المخابرات الأسرائيلية الجنرال هاير - أشرف زكي - طارق النهري: حنيين - مصطفى عبد الفتاح - فهمي الخولي - حمدي السخاوي - عماد الراهب اليونان - رزان مغربي - أحمد خليفة - عبد الكريم غميض - محمود النحاس - غفار الحريري | الأصدقاء - محمود عبد المغني - يوسف الشريف - مجدي بدر - منة بدر الدين أخرى - سيد صادق - ضياء الميرغني: متولي |

## فريق العمل
| - إخراج: شيرين عادل - إنتاج وتوزيع: الشركة المصرية لمدينة الإنتاج الإعلامي، اتحاد الإذاعة والتليفزيون، الشركة الفضية، شركة الماسة - قصة: اللواء محمد عبد الغفار - سيناريو وحوار: نبيل فاروق - موسيقي تصويرية: عمر خيرت - تصميم التتر : إيهاب إسماعيل | - تصميم الأزياء: مأمون - مدير الإنتاج: نبيل نظمي، شريف عسران - مدير التصوير: ممدوح العسال، عماد وليم - مساعد مخرج: كريم مدحت، عماج الجزاوي - مساعد مخرج أول: عبد السلام جنيدي، صفاء محمود | - مخرج منفذ: أحمد شفيق - مونتاج إلكتروني: عبد الحميد أبو شادي - مونتاج التتر: عمر الشبراوي - مونتاج فيديو: محي الدين محمد - مهندس الديكور: بدر تيسير |